# Mortoniella paraenchrysa
Mortoniella paraenchrysa är en nattsländeart som beskrevs av Sykora 1999. Mortoniella paraenchrysa ingår i släktet Mortoniella och familjen stenhusnattsländor. Inga underarter finns listade i Catalogue of Life.